# هوانغ شينغ
هوانغ شينغ (ولد في 25 أكتوبر 1874 ومات في 31 أكتوبر 1916 - بالصينية التقليدية: 黃興 / بالمبسطة: 黄兴) هو جنرال صيني، وعسكري، ورجل دولة، ورئيس أركان جمهورية الصين. كان الثاني في القيادة بعد سون يات سين (عرفا سويةً باسم سون هوانغ خلال ثورة شينهاي) وأحد مؤسسي الكومينتانغ وجمهورية الصين (تايوان). عرف باسم الجنرال ذو الأصابع الثمانية بسبب جروحه في الحرب. قبره على جبل يويلو في مدينة تشانغشا في مقاطعة خنان بالصين.
ولد هوانغ في قرية غاوتانغ (جزء من مدينة تشانغشا). كغيره من الصينيين الذين ولدوا قبل 1949 عرف هوانغ بعدة أسماء خلال حياته. اسمه عند الولادة كان «هوانغ تسين» ولكنه تغير إلى «هوانغ شينغ» لاحقاً. عرف هوانغ باسم «هوانغ كيغيانغ» واسم «تشينغ وو». بعد 1911 استخدم «لي يوتشينغ» واسم «تسانغ شوتسينغ».

## حياته

### نشأته
بدأ هوانغ دراسته في أكاديمية تشانغشا الجنوبية في 1893 وحصل على درجة جينشي عندما كان في الثانية والعشرين من عمره. في 1898 أختير هوانغ ليكمل دراسته في كلية ووتشانغ ليانغهو ليتخرج منها في 1901. في 1902 أختير هوانغ من قبل تسانغ تسيدونغ ليكمل دراسته بالخارج في اليابان، حيث انضم إلى جامعة هونغوين بطوكيو.
زاد هوانغ من تقديره للشؤون العسكرية عندما كان في اليابان ودرس الصراعات الحديثة في وقت فراغه بإشراف أحد الضباط اليابانيين. تعلم هوانغ ركوب الخيل والتصويب عندما كان في اليابان وهو ما جعله مستعداً لاحقاً لدوره في الثورة الصينية.

### حمل السلاح
في 1903 جهز هوانغ جيشاً تطوعياً للاحتجاج ضد نمو سيطرة روسيا على منغوليا الخارجية ضمن منشوريا، حيث ضم الجيش أكثر من مئتي طالب من اليابان. في وقت آخر من نفس السنة عاد هوانغ إلى الصين ونظم اجتماعاً مع تشين تيانهوا، وسونغ جياورين وعشرين رجلاً آخر. قامت المجموعة بإنشاء هواشينغهوي وهو حزب ثوري سري هدف إلى الإطاحة بسلالة تشينغ الحاكمة، واختير هوانغ رئيساً لها.
تعاونت المنظمة السرية مع غيرها من الأحزاب الثورية وفي 1905 قام بمظاهرة مسلحة في تشانغشا أثناء الاحتفال بيوم ميلاد الإمبراطورة الأرملة تسيشي. اكتشفت مخططات الحزب وهرب أعضاؤه إلى اليابان. قابل هوانغ في اليابان سون يات سين وساعده في إنشاء تونغمينغهوي وهو حزب ثوري آخر يهدف للإطاحة بسلالة تشينغ. حصل هوانغ على منصب مسؤول الشؤون العامة وأصبح ثاني أهم قادة الحزب بعد سون. بعد تأسيس الحزب كرَّس هوانغ وقته للثورة.

## روابط خارجية
- هوانغ شينغ على موقع الموسوعة البريطانية (الإنجليزية)